# Cass County (album)
Cass County è il quinto album in studio del cantante Don Henley pubblicato il 25 settembre 2015 dalla Capitol Records.

## Tracce
1. Bramble Rose (feat. Mick Jagger & Miranda Lambert) - 4:30
2. The Cost of Living (feat. Merle Haggard) - 3:40
3. No, Thank You - 3:45
4. Waiting Tables - 4:47
5. Take a Picture of this - 4:06
6. Too Far Gone - 3:43 (deluxe edition)
7. That Old Flame (feat. Martina McBride) - 4:25
8. The Brand New Tennessee Waltz - 3:20 (deluxe edition)
9. Words Can Break Your Heart - 3:40
10. When I Stop Dreaming (feat. Dolly Parton) - 3:06
11. Praying for Rain - 5:00
12. Too much Pride - 3:45 (deluxe edition)
13. She Sang Hymns Out of Tune - 3:15 (deluxe edition)
14. Train In the Distance - 4:47
15. A Younger Man - 4:20
16. Where I Am Now - 2:34

Target deluxe
1. It Don't Matter to the Sun - 3:40
2. Here Comes Those Tears Again - 3:50